# Најџел Кенеди
Најџел Кенеди (енгл. Nigel Kennedy; Брајтон, 28. децембар 1956) је британски виолиниста и виолиста. Каријеру је направио у класичној музици, а изводио је и снимио већину значајних виолинских концерата. Касније је свом репертоару прикључио џез и друге жанрове.
Најџел Кенеди је рођен у Брајтону, у источном Сасексу. Био је ученик у Јехуди Менухин Музичке школе, а касније студирао на Џулијарду у Њујорку и Дороти Дилејну. Кенеди је изградио каријеру на четири континента, наступајући са великим светским оркестрима и диригентима и појављујући се на најзначајнијим класичним фестивалима у Европи и Сједињеним Америчким Државама.